# Lunca (Poșaga), Alba

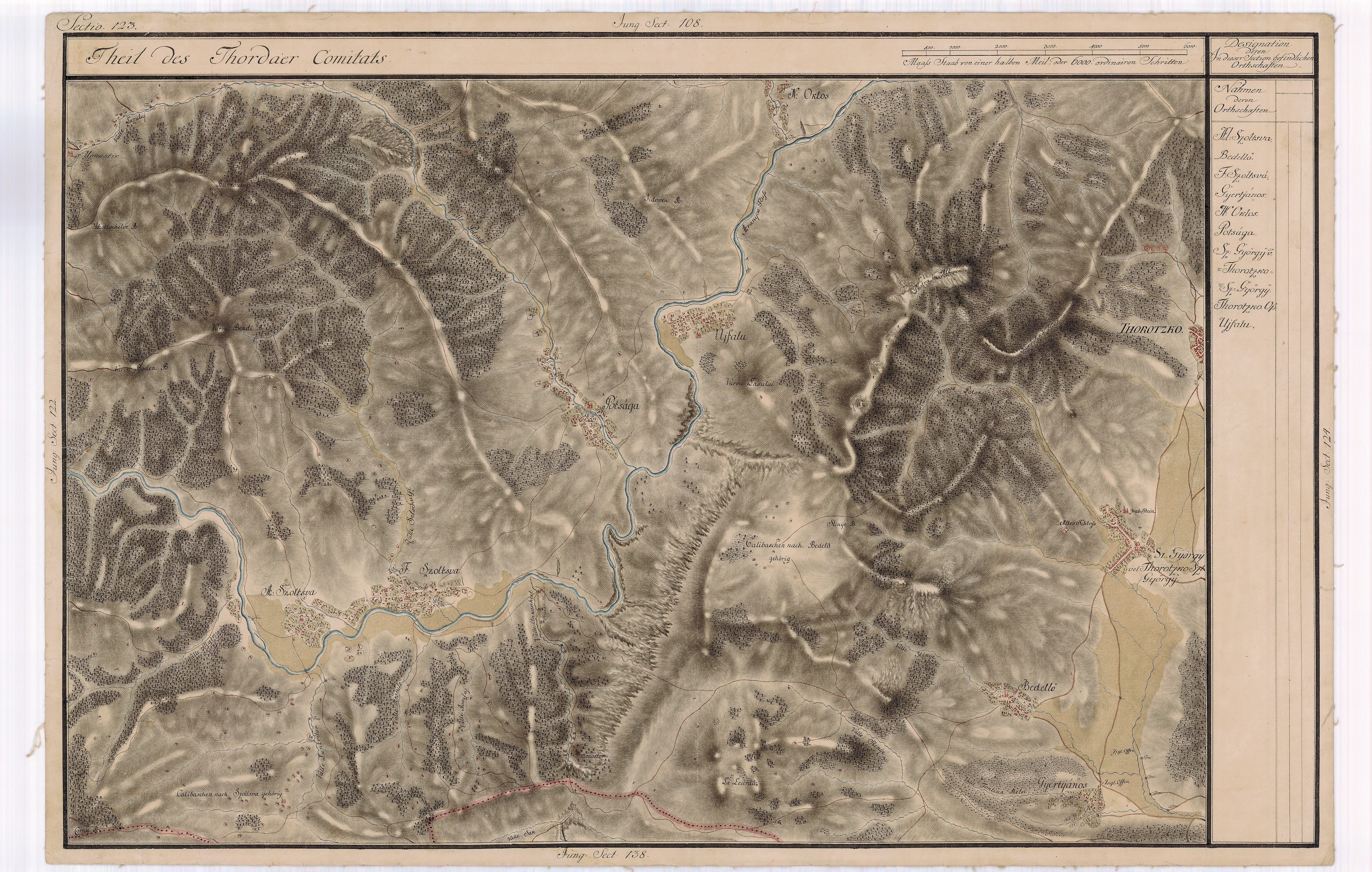
Lunca (Poşaga) pe Harta Iosefină a Transilvaniei, 1769-1773 (Sectio 123)

Lunca este un sat în comuna Poșaga din județul Alba, Transilvania, România.
Pe Harta Iosefină a Transilvaniei din 1769-1773 (Sectio 123), localitatea apare sub numele de „Ujfalu” (în română Satu Nou).

## Transporturi
Haltă de cale ferată a Mocăniței (în prezent inactivă). În unele ediții ale "Mersului Trenurilor" din trecut, halta a fost denumită "Lunca Arieșului".

 Acest articol despre o localitate din județul Alba este deocamdată un ciot. Puteți ajuta Wikipedia prin completarea lui.